# يوسف سويدان
يوسف سويدان، (1937 - 8 يوليو 2000) حكم كرة قدم كويتي دولي سابق ، وهو أول حكم دولي في تاريخ الكرة الكويتية يحصل علي الشارة الدولية من الاتحاد الدولي لكرة القدم.

## أهم مبارياته
ادار مباراة منتخب قطر لكرة القدم ومنتخب السعودية لكرة القدم في كأس الخليج 1970.